# Rundschwanzseekühe

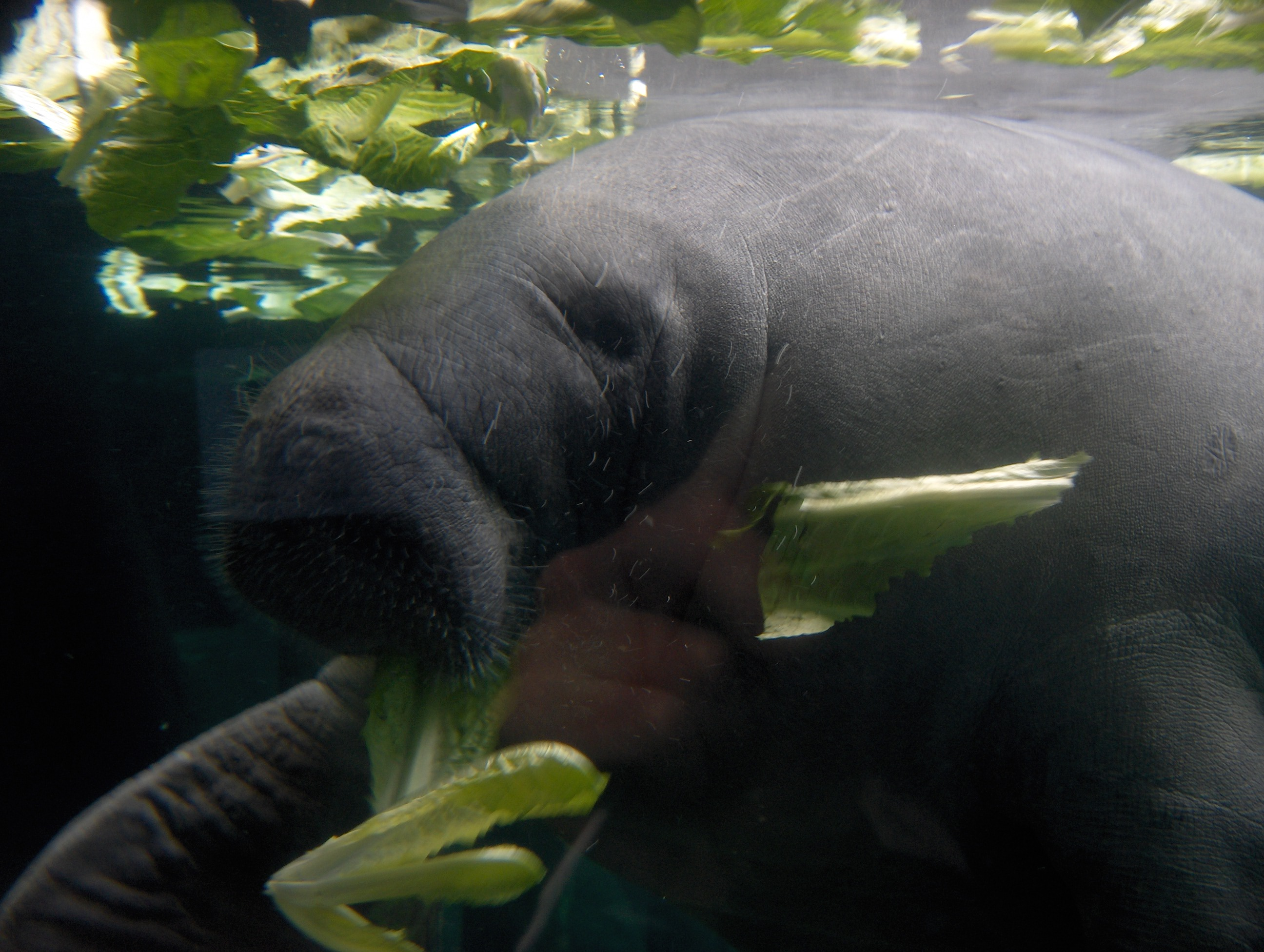
Kopf eines Manatis

Die Rundschwanzseekühe (Trichechidae), abgeleitet von der karibisch-spanischen Bezeichnung Manatí auch Manatis genannt, sind eine Familie aquatisch lebender Säugetiere. Zusammen mit den Gabelschwanzseekühen oder Dugongs (Dugongidae) bilden sie die Ordnung der Seekühe (Sirenia). Die Familie umfasst drei Arten, die alle in einer Gattung, Trichechus, eingeordnet werden: den Karibik-Manati (T. manatus), den Amazonas-Manati (T. inunguis) und den Afrikanischen Manati (T. senegalensis).

## Merkmale
Das für die deutsche Bezeichnung namensgebende Merkmal ist die Fluke (Schwanzflosse), die rund oder spatenförmig entwickelt ist. Der Körperbau der Manatis ist rund und stämmig, die Vordergliedmaßen sind zu flossenähnlichen Flippern umgebildet, die im Gegensatz zu denen der Gabelschwanzseekühe mit Nägeln versehen sind. Die hinteren Gliedmaßen sind völlig rückgebildet und finden sich nicht einmal mehr ansatzweise im Skelett. Der kleine Kopf ist durch die eckige, massive Schnauze charakterisiert, die mit zahlreichen Tasthaaren versehen ist. Die Oberlippe ist gespalten, jede Hälfte kann unabhängig von der anderen bewegt werden. Die Augen sind klein, ebenso die Ohröffnungen, eine äußere Ohrmuschel ist nicht vorhanden. Als anatomische Besonderheit haben Manatis nur sechs Halswirbel und sind damit (fast) die einzigen Säugetiere, die keine sieben Halswirbel besitzen (s. Faultiere).
Erwachsene Tiere haben keine Schneide- oder Eckzähne mehr, die im Milchgebiss noch vorhandenen Schneidezähne sind von einer Kauplatte verdeckt. Die Anzahl der Backenzähne ist variabel, meist sind jedoch nicht mehr als sechs pro Kieferhälfte vorhanden. Die Backenzähne bilden sich im hinteren Teil des Kiefers und nutzen sich ab, während sie nach vorne wandern, was vermutlich eine Anpassung an die mit Sand vermischte Pflanzennahrung darstellt. Ein ähnlicher Zahnwechsel findet sich beispielsweise bei den Rüsseltieren, nicht jedoch bei den Gabelschwanzseekühen.
Die Knochen des Körpers, insbesondere die Rippen, sind durch Pachyostose verdickt, das heißt, dass sich das umliegende Bindegewebe an den Knochen anlegt. Dies bewirkt, dass die Tiere schwerer sind und leichter untertauchen beziehungsweise im Wasser schweben können.
Die grau oder braun gefärbte Haut ist bis zu fünf Zentimeter dick. Ähnlich wie andere Meeressäugetiere erscheinen Manatis unbehaart, obwohl ihr Körper mit kurzen, bürstenartigen Haaren versehen ist.
Rundschwanzseekühe sind in ihren Abmessungen in etwa mit den Dugongs vergleichbar. Sie erreichen eine Kopf-Rumpf-Länge von 2,5 bis 4,5 Metern und ein Gewicht von bis zu 500 Kilogramm.
Ein besonderes Merkmal ist die durchblutete Hornhaut (des Auges), bedingt durch das Fehlen von löslichen VEGF-Rezeptoren. Die Gabelschwanzseekuh besitzt den löslichen Rezeptor und dementsprechend ist ihre Hornhaut frei von Blutgefäßen.

## Verbreitung und Lebensraum

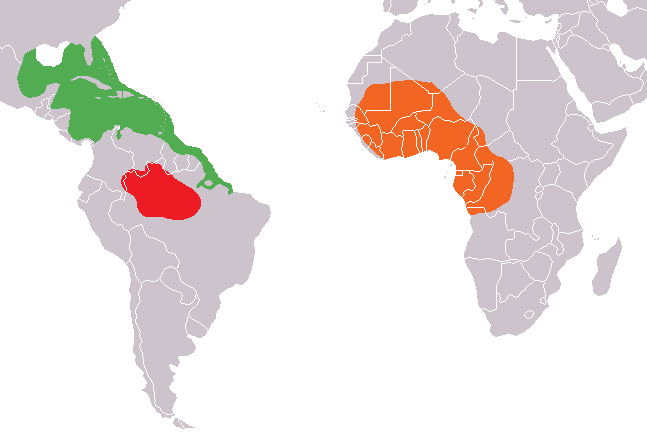
Verbreitung der Rundschwanzseekühe
Grün: Karibik-Manati
Rot: Amazonas-Manati
Orange: Afrikanischer Manati

Rundschwanzseekühe sind auf die Küsten des Atlantiks und die darin mündenden Flusssysteme beschränkt. In Amerika reicht ihr Verbreitungsgebiet vom Südosten der USA (Georgia und Florida) über die Küsten Mittelamerikas und der Karibischen Inseln bis in das nördliche Südamerika, wo sie auch in Flusssystemen wie dem Orinoco oder dem Amazonas bis weit in das Landesinnere zu finden sind. In Afrika reicht ihr Verbreitungsgebiet von den Küsten Senegals bis Angola und schließt ebenfalls einige Flüsse wie den Niger und die Zubringer des Tschadsees ein.
Diese Tiere leben also sowohl in Salz- als auch in Süßwasser. Im Meer halten sie sich meist in seichten Küstenabschnitten auf, darunter auch in Lagunen und Mangrovengebieten. Sie sind aber auch in Brackwässern und Flüssen zu finden. Bevorzugt halten sie sich in Gewässern mit über 20 °C auf.

## Lebensweise

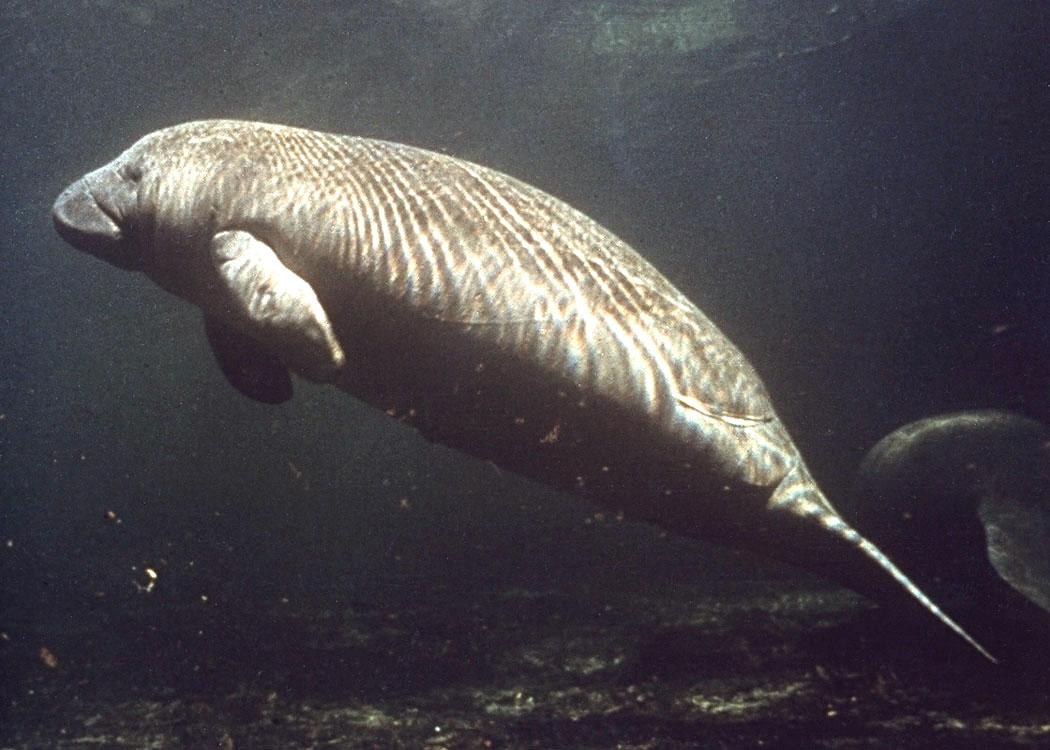
Karibik-Manati im Merritt Island’s National Wildlife Refuge in Florida

Wie alle Seekühe sind Rundschwanzseekühe an eine aquatische Lebensweise angepasst und können im Gegensatz zu den Robben, die gewisse Ähnlichkeiten im Körperbau aufweisen, aber nicht näher verwandt sind, nicht mehr an Land kommen. Die Fortbewegung im Wasser geschieht hauptsächlich durch die Fluke, die Vorderflossen dienen dem Manövrieren, dem Kontakt zu Artgenossen und der Nahrungsaufnahme. Üblicherweise bewegen sie sich mit 3 bis 7 km/h fort, im Bedrohungsfall können sie aber Geschwindigkeiten von bis zu 25 km/h erreichen. Um zu atmen, strecken sie nur die an der Oberseite der Schnauze liegenden Nasenlöcher aus dem Wasser; sie sind nicht imstande, mit dem Mund zu atmen. Die Dauer eines Tauchgangs ist variabel, sie beträgt durchschnittlich rund 4 Minuten, allerdings können die Tiere bis zu 16 Minuten unter Wasser bleiben.
Manatis können sowohl tag- als auch nachtaktiv sein. Einer sechs- bis achtstündigen Fressphase folgt eine sechs- bis zehnstündige Ruhephase, bei der sie sich entweder unter der Wasseroberfläche treibend oder am Grund liegend aufhalten. Über das Sozialverhalten gibt es unterschiedliche Berichte: Sie leben entweder einzelgängerisch oder in kleinen Familiengruppen. Manchmal bilden mehrere Tiere lose Zusammenschlüsse, etwa bei der Nahrungsaufnahme. Zwar sind diese Zusammenschlüsse durch vielfältige, nicht geschlechtsspezifische Körperkontakte wie gegenseitiges Umarmen oder zärtliches Knabbern geprägt, dennoch entwickeln sich keine Rangordnung und keine gegenseitigen Hilfestellungen.

## Nahrung

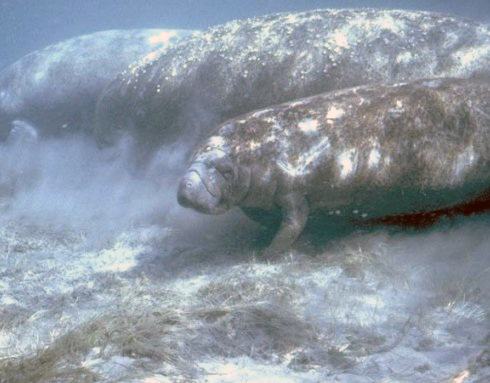
Manatis beim Fressen von Seegras

Wie alle Seekühe sind Rundschwanzseekühe Pflanzenfresser, die sich von verschiedenen im oder über dem Wasser wachsenden Pflanzen wie Seegräsern, Wassersalat oder Grundnesseln ernähren. Unbeabsichtigt nehmen sie auch immer wieder Kleintiere zu sich. Von Tieren in Gefangenschaft ist bekannt, dass sie auch Fische verzehren, möglicherweise spielt diese Ernährung auch in der Natur eine Rolle.
Aufgrund des geringen Nährwerts der Pflanzen und ihres großen Gewichts nehmen sie täglich große Mengen Nahrung zu sich, üblicherweise 5 bis 10 % ihres Körpergewichts, in Ausnahmefällen sogar bis zu 25 %.

## Fortpflanzung
Zumindest vom Karibik-Manati ist ein ausgeprägtes Paarungsritual bekannt, wonach sich bis zu 20 Männchen um ein empfängnisbereites Weibchen sammeln und ihm eine Woche bis einen Monat folgen. Die Kuh versucht dabei, den teilweise brutalen Annäherungsversuchen der Männchen zu entgehen, dennoch kommt es in der Regel mehrere Male zur Begattung.
In den meisten Regionen dürfte es keine feste Paarungszeit geben, es kann das ganze Jahr über zur Fortpflanzung kommen. Nach einer zwölf- bis 13-monatigen Tragzeit kommt üblicherweise ein einzelnes Jungtier zur Welt, Zwillinge sind selten. Wie bei den Walen erfolgt die Geburt mit dem Schwanz voran. Neugeborene wiegen rund 10 bis 15 Kilogramm und sind verhältnismäßig weit entwickelt, sie können bereits an ihrem ersten Lebenstag schwimmen und selbständig Luft holen, reiten dazu aber manchmal auf dem Rücken der Mutter. Weibchen haben zwei Zitzen in der Achselregion, mit denen sie die Jungtiere säugen.
Nach einem bis drei Monaten nehmen diese erstmals feste Nahrung zu sich, endgültig entwöhnt werden sie mit einem oder zwei Jahren. Die enge Bindung der Mutter zu ihrem Nachwuchs setzt sich aber auch danach noch fort. Weibchen erreichen die Geschlechtsreife mit drei bis vier Jahren, männliche Tiere mit rund neun bis zehn Jahren.
Rundschwanzseekühe sind relativ langlebige Tiere und können ein Alter von ca. 60 Jahren erreichen.

## Mensch und Rundschwanzseekühe
Rundschwanzseekühe wurden wegen ihres Fleisches, ihres Fettes und ihrer Haut, die zu Leder verarbeitet wurde, gejagt. Fischer bezichtigen sie manchmal des Stehlens von Fischen aus Netzen, was zumindest vereinzelt tatsächlich vorkommt, und verfolgen sie deswegen. Eine zunehmende Bedrohung ist die fortschreitende Verschmutzung der Gewässer, die sich insbesondere auf die Nahrungsgrundlage, küstennahe Seegrasfelder, negativ auswirkt, wie das Massensterben 2021 in Florida gezeigt hat. Häufig sterben Tiere auch nach Kollisionen mit Motorbooten oder weil sie sich in Fischernetzen verfangen und ertrinken. Alle drei Arten werden von der IUCN als gefährdet (vulnerable) gelistet.

## Mythologie
Immer wieder werden die Seekühe mit den Sirenen oder Meerjungfrauen in der griechischen Mythologie in Zusammenhang gebracht. Diese Assoziation scheint jedoch erst jüngeren Datums zu sein – so hat Christoph Kolumbus, der im Golf von Mexiko auf Karibik-Manatis stieß, diese als Meerjungfrauen beschrieben.
Beim afrikanischen Manati hat sich in Westafrika eine ganz ähnliche Mythologie entwickelt. Die Tiere sind dort heilig, und man betrachtet sie als ehemalige Menschen. Sie zu töten gilt als tabu und wird bestraft.

## Systematik
Die Familie umfasst drei Arten, die alle in einer Gattung, Trichechus, eingeordnet werden: den Karibik-Manati (T. manatus), den Amazonas-Manati (T. inunguis) und den Afrikanischen Manati (T. senegalensis). Darüber hinaus gibt es noch unbestätigte Berichte über eine besonders kleinwüchsige „Zwergseekuh“ in den Gewässern des Amazonasbeckens.
Die frühesten Vertreter der Trichechidae sind aus dem späten Eozän oder frühen Oligozän (vor rund 38 Millionen Jahren) belegt, die Familie dürfte ihren Ursprung in Südamerika gehabt haben. Aus dem Miozän sind die Gattungen Miosiren und Amomotherium belegt, die in der Unterfamilie Miosireninae zusammengefasst werden. Die Trichechinae umfassen neben den heutigen Arten noch die ausgestorbenen Gattungen Potamosiren und Ribodon, die allesamt in Südamerika lebten. Nach Afrika dürften die Manatis im späten Pliozän oder frühen Pleistozän gelangt sein.